# 馬場省吾
馬場 省吾（ばば しょうご、1988年9月27日 - ）は、日本の元子役、元俳優。活動当時は劇団東俳、スマイルモンキーに所属していた。

## 出演

### テレビドラマ
- あぐり（1997年、NHK）
- 花王愛の劇場 家族になろうよ!（1999年、TBS） - 真船明 役
- あぶない放課後 第6話「超キケンな三角関係!?」（1999年、テレビ朝日）
- Shin-D 20歳のエンゲージ（1999年、日本テレビ）
- 平成夫婦茶碗（日本テレビ） - 末平健介 役
  - 平成夫婦茶碗〜ドケチの花道〜（2000年）
  - 平成夫婦茶碗スペシャル〜お母さんは風になった…（2000年）
  - 続・平成夫婦茶碗（2002年）
- 金曜エンタテイメント ナースな探偵 第3作「復讐のミイラが美女を襲う！ドタバタナースVS.白衣の切り裂き魔」（2000年、フジテレビ） - 香山歩 役
- 月曜ミステリー劇場 横山秀夫サスペンス 真相（2005年、TBS）
- ジイジ2〜孫といた夏 第1話「またまた面倒かけます」（2005年、NHK）

### 映画
- 日常恐怖劇場・オモヒノタマ〜念珠「苦ノ珠 マンション」（2004年、衛星劇場） - 勇二 役
- 博士の愛した数式（2006年、アスミック・エース）
- ほわいと。ポーズ（2008年、コスモボックス） - 主演[2]

### CM
- 日本ランドHOWゆうえんち
- 出光興産
- 佐川急便
- マキロン（山之内製薬）
- ドラゼミ（小学館プロダクション）
- たけのこおむすび（ニチレイ）
- リンクル＆パティーナ（江崎グリコ）